# Lélia Gonzalez
Lélia González (Belo Horizonte, Brasil, 1 de febrer del 1935 - Rio de Janeiro, 10 de juliol del 1994) fou una intel·lectual, política, professora i antropòloga brasilera.

## Biografia
Filla d'un empleat del ferrocarril i una empleada domèstica, fou la penúltima de 18 germans, entre ells el futbolista Jaime d'Almeida (Rio de Janeiro, 1953) del club Flamengo. Nasqué a Belo Horizonte, i al 1942 es traslladà a Rio de Janeiro.
Es llicencià en Història i Filosofia, i fou professora en escoles públiques. Realitzà un màster en comunicació social i un doctorat en antropologia política. Es dedicà a la recerca sobre les relacions entre gènere i ètnia. Fou professora de cultura brasilera en la Pontifícia Universitat Catòlica de Rio de Janeiro, i en dirigí el departament de Sociologia i Política.
Com a professora de secundària en el Col·legi d'Aplicació Fernando Rodrigues da Silveira durant la Dictadura militar del Brasil (1964–1985), feu de les seues classes de Filosofia un espai de resistència i crítica sociopolítica, que marcà el pensament i l'acció de l'alumnat.
Ajudà a fundar institucions com el Moviment Negre Unificat, l'Institut de Recerca de les Cultures Negres, el Col·lectiu de Dones Negres N'Zinga i el grup Olodum. La seua militància en defensa de les negres la dugué fins al Consell Nacional de Drets de la Dona, en què treballà entre 1985 i 1989. Va ser candidata a diputada federal pel PT i triada com a primera suplent. En les eleccions del 1986, es presentà com a diputada estatal pel PDT i fou triada novament com a suplent.
Els seus escrits, simultanis als escenaris de la dictadura i al sorgiment de nous moviments socials, identifiquen la seua preocupació per articular les lluites més àmplies socials amb les demandes de les dones negres. En aquest sentit Lélia s'autodenominava feminista i s'erigí com a representant del denominat feminisme negre. L'antropòloga afrodescendent fou de les primeres a parlar de la intersecció entre les categories ètnia, gènere i classe social en la vida de les dones negres mitjançant el seu concepte de amerifricanitat. Aquest concepte convida a repensar les interrelacions entre “ètnia” i la cultura llatinoamericana com un procés sociohistòric de resistència i reinterpretació dels models culturals incorporant el model africà, i d'aquesta forma es constitueix la identitat interseccional d'una dona negra afrodescendent a Amèrica Llatina.

## Llegat
Entre més homenatges, Lelia González donà el seu nom a una escola pública del barri de Ramos (a Rio de Janeiro), a un centre de referència de cultura negra de Goiânia, i a una cooperativa cultural d'Aracaju. La va citar el bloc afro Ilê Aiyê en dues edicions del Carnestoltes de Bahia: el 1997, com a part del grup de samba Pérolas Negras do Saber (‘perles negres del saber’), i el 1998, en Candaces.
El dramaturg Márcio Meirelles va escriure i dirigí el 2003 l'obra Candaces: la reconstrucció del foc, basada en treballs de Lelia González.
El 2010, el govern de l'estat de Bahia crea el premi Lelia González, per a estimular les polítiques públiques dirigides a les dones als municipis de Bahia.

## Obres principals

### Llibres
- González, Lelia: Festas populares no Brasil. Rio de Janeiro: Índex, 1987.
- González, Lelia, i Carlos Hasenbalg: Lugar de negro (pàg. 9-66). Rio de Janeiro: Marco Zero (tercer tom de la Col·lecció Dois Pontos), 1982, 115 pàgines.

### Assaigs i articles
- «Mulher negra, essa quilombola», en el diari Folha de São Paulo. Diumenge 22 de novembre del 1981.
- «A mulher negra na sociedade brasileira», en el llibre: Madel Luz (organitzadora): O lugar da mulher; estudos sobre a condição feminina na sociedade atual (pàgs. 87-106). Rio de Janeiro: Graal (col·lecció Tendencias, 1), 1982. 146 pàgines.
- «Racismo e sexismo na cultura brasileira», en el llibre: SILVA, Luiz Antônio Machado et alii. Movimentos sociais urbanos, minorias étnicas e outros estudos. Brasília: ANPOCS (Ciências Sociais Hoje, 2), 1983. 303 p. pàgs. 223-244.
- «O terror nosso de cada dia», en la revista Raça e Classe, 2: pàg. 8, agost i setembre del 1987.
- «A categoria político-cultural de amefricanidade», en Tempo Brasileiro, núm. 92 i 93: pàgs. 69-82. Rio de Janeiro, gener a juny del 1988.
- «As amefricanas do Brasil e sua militância», en la revista Maioria Falante, núm. 7: pàg. 5, maig-juny del 1988.
- «Nanny», en la revista Humanidades, núm. 17: pàgs. 23-25. Brasília, 1988.
- «Por um feminismo afrolatinoamericano», en la revista Isis Internacional, núm. 8; octubre del 1988.
- «A importância da organização da mulher negra no processo de transformação social», en la revista Raça e Classe, núm. 5: pàg. 2; novembre-desembre del 1988.
- «Uma viagem à Martinica - I», MNU Jornal, núm. 20: pàg. 5; octubre-novembre.[10]
- Gonzalez, L. ([1988], 2015). La catégorie politico-culturelle d’amefricanité. Les cahiers du Centre d’enseignement, d’études et de recherches pour les études féministes, (20).